# Šamši-Adad I.
Šamší-Adad I. (z akkad. «Mé slunce [bůh] Adad»), vládl v letech 1813–1791 př. n. l., byl prvním vládcem staroasyrské říše, ačkoliv on sám v Aššuru ještě nesídlil.
Potomek amoritského vládce drobného království na hranicích s Mari, Ila-kabkabiho, se po otcově smrti rozhodl vybudovat svou vlastní říši. Velmi rychle obsadil několik měst v severní Mezopotámii a nakonec obsadil i pevnost Ekallatum, kam dosadil svého syna jako místodržícího, díky čemuž ovládl i město Aššur. Avšak hlavním městem říše ustanovil již předtím dobyté město Šubat-Enlil. Porazil a obsadil dokonce i mocné a bohaté obchodní město Mari. Vytvořil tím říši zahrnující takřka celou severní Mezopotámii. Nechal se stejně jako dříve Sargon Akkadský titulovat jako „král veškerenstva“. Nejspíše podnikl i několik menších výprav k Středozemnímu moři, avšak o obsazení žádného dalšího území již neusiloval. On sám ještě dokázal nesourodé území držet pohromadě, ale po jeho smrti se začalo pomalu drolit a brzy většinu Asýrie obsadil babylonský král Chammurapi.